# Liste der Hochschulen in Deutschland, die Studiengänge für Musiktherapie anbieten
Das Studium der Musiktherapie ist an einer Vielzahl von privaten oder öffentlichen Hochschulen möglich. Im Folgenden werden musiktherapeutische Studiengänge an Hochschulen aufgeführt, die zu einem staatlich anerkannten Abschluss führen. Die derzeit zwei grundständigen Studiengänge mit Bachelor-Abschluss sind an privatrechtlichen Hochschulen für angewandte Wissenschaften verortet. Die verschiedenen musiktherapeutischen Aufbaustudiengänge mit Masterabschluss sind an Universitäten, Hochschulen für angewandte Wissenschaften und Musikhochschulen angesiedelt. Drei der staatlichen Hochschulen bieten die Möglichkeit zur Promotion im Fach Musiktherapie an.

## Hochschulen
- Augsburg – Universität Augsburg (berufsbegleitender Masterstudiengang, Promotion)
- Berlin – Universität der Künste Berlin (berufsbegleitender Masterstudiengang, Promotion)
- Friedensau – Theologische Hochschule Friedensau (Masterstudiengang, Vollzeit)
- Hamburg – Hochschule für Musik und Theater Hamburg (berufsbegleitender Masterstudiengang, Promotion)
- Hamburg – MSH Medical School (Bachelorstudiengang, Vollzeit)
- Heidelberg – SRH Hochschule Heidelberg (Bachelor- und Masterstudiengang, Vollzeit)
- Würzburg – Technische Hochschule Würzburg-Schweinfurt (berufsbegleitender Masterstudiengang)